# 누왈라어
누왈라어(Nhuwala) 또는 노알라어(Noala), 누알라어(Nuala)는 파마늉아어족에 속한 오스트레일리아 원주민 언어이다. 1981년 기준 10명의 화자가 있었다. 현재는 사멸했을 가능성이 높다. Dench (1995)는 누왈라어를 확실하게 분류할 근거가 부족하다고 보았지만, Bowern & Koch (2004)는 응아야다어파에 속한다고 주장하였다.